# جورج داگلاس (بازیکن فوتبال)
جورج داگلاس (انگلیسی: George Douglas; ۱۸ اوت ۱۸۹۳ – ۱۹۷۹ (۸۵−۸۶ سال)) بازیکن فوتبال اهل بریتانیا بود.
از باشگاه‌هایی که در آن بازی کرده‌است می‌توان به باشگاه فوتبال اولدهام اتلتیک، باشگاه فوتبال تانبریج ولز، باشگاه فوتبال بریستول راورز، باشگاه فوتبال برنلی، و باشگاه فوتبال لستر سیتی اشاره کرد.